# John Tresvant
John B. Tresvant (Washington, 6 novembre 1939) è un ex cestista statunitense, professionista nella NBA.

## Carriera
Venne selezionato dai St. Louis Hawks al quinto giro del Draft NBA 1964 (40ª scelta assoluta).